# جونيور بهية
جونيور بهية هو لاعب كرة قدم برازيلي في مركز الهجوم، ولد في 2 أبريل 1977 في البرازيل. لعب مع نادي ماريتيمو.